# Кук (селище)
Вижте пояснителната страница за други значения на Кук.
Кук (на словенски: Kuk) е село в Словения, регион Горишка, община Толмин. Според Националната статистическа служба на Република Словения през 2015 г. селото има 31 жители.